# Christine y Léa Papin

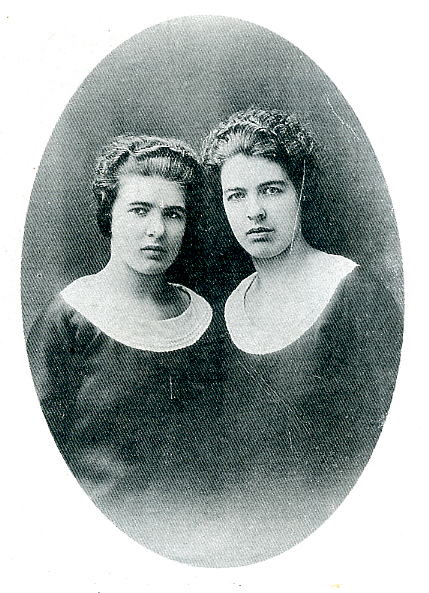
Léa (izquierda) y Christine Papin, hacia 1930.

Christine Papin (8 de marzo de 1905 – 18 de mayo de 1937) y Léa Papin (15 de septiembre  de 1911 – 24 de julio de 2001) fueron dos hermanas francesas trabajadoras domésticas, condenadas por el asesinato de la esposa y de la hija de su patrón en Le Mans, Francia, el 2 de febrero de 1933.
El crimen conmocionó a la sociedad francesa y tuvo una influencia significativa en intelectuales franceses como Jean Genet, Jean-Paul Sartre y Jacques Lacan, quien buscó analizarlo, y algunos lo consideraron un símbolo de la lucha de clases. El caso fue motivo de numerosas publicaciones, obras teatrales y películas, así como ensayos, conferencias, canciones y obra artística.

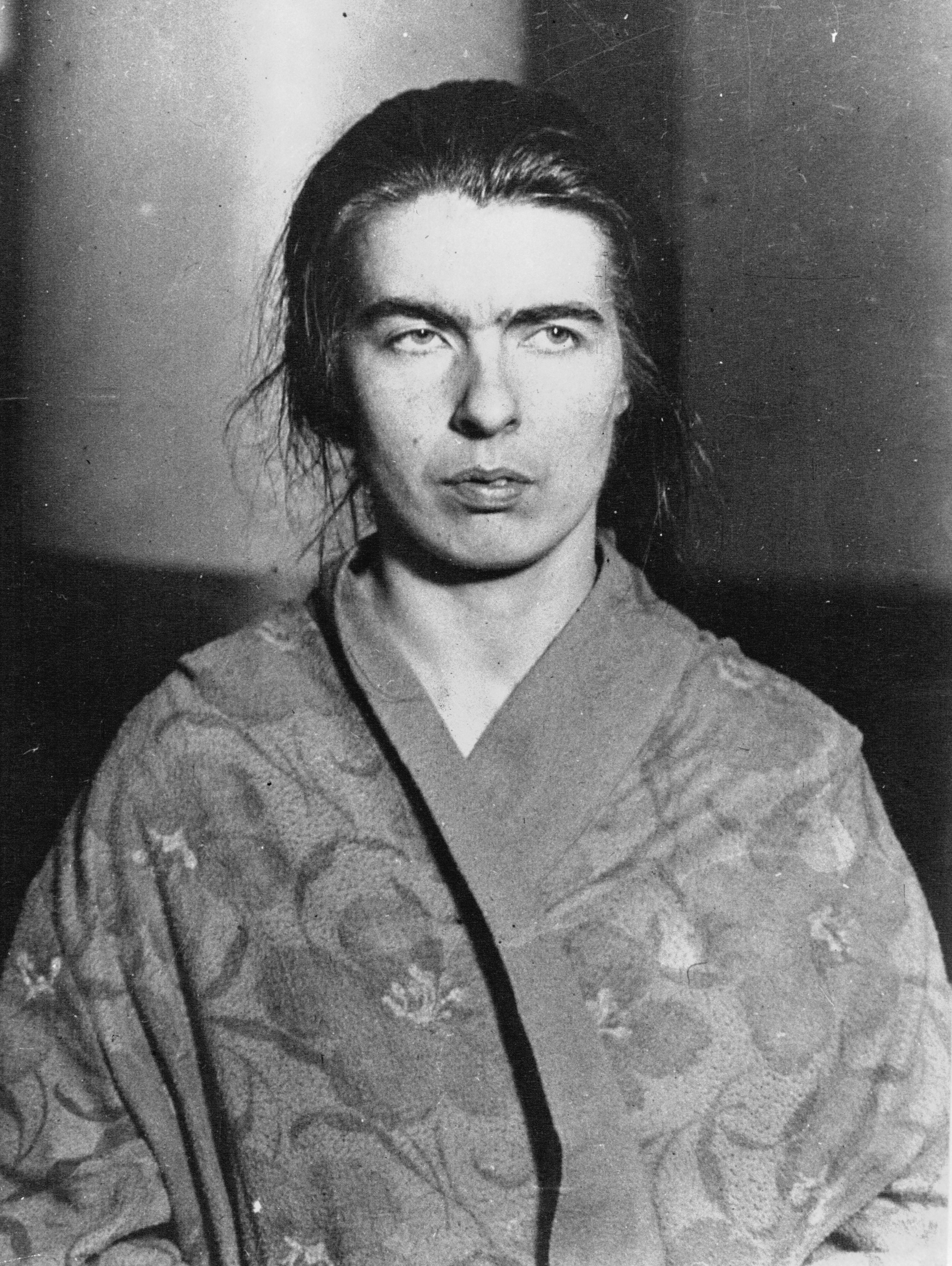
Christine Papin, tras su detención.

## Vida
Nacidas en Le Mans, Francia, del matrimonio formado por Clémence Derré y Gustave Papin, las hermanas procedían de una familia problemática. Clémence, trabajadora doméstica, salía con Gustave, y se rumoreaba que tenía al mismo tiempo un amorío con su patrón. Sin embargo, después de quedar embarazada, Gustave se casó con ella en octubre de 1901. Cinco meses más tarde, nació su hija Emilia.[cita requerida]
Sospechando que Clémence todavía tenía un asunto con su empleador, Gustave encontró un nuevo trabajo en otra ciudad y anunció que mudaría a la familia. Clémence declaró que prefería suicidarse ante que dejar Le Mans. El matrimonio se deterioró. Gustave empezó a beber en exceso.[cita requerida]

## Primeros años
Christine nació el 8 de marzo de 1905 y fue dada a su tía paterna y marido poco después de su nacimiento. Vivió feliz con ellos siete años. 
Léa nació el 15 de septiembre de 1911 y fue entregada a su tía materna, con quien se quedó hasta su muerte.
En 1912, cuando Emilia tenía casi 10 años, alegando que Gustave la había violado, Clémence la envió al orfanato católico Bon Pasteur. Poco después, a Emilia se unieron sus hermanas Christine y Léa, que Clémence pretendía que se quedaran en el orfanato hasta los 15 años, cuando podrían ser empleadas. Se divorció de Gustave en 1913.[cita requerida]
En 1918, Emilia decidió entrar en un convento, poniendo fin a la relación con su familia. Allí residió hasta su muerte, anciana.[cita requerida]
Durante el tiempo de Christine en el orfanato, también decidió convertirse en monja. Clémence se lo prohibió, y en cambio le buscó trabajo como empleada doméstica. Christine fue descrita como trabajadora y buena cocinera aunque a veces se volvía insubordinada. Léa fue descrita como tranquila e introvertida pero obediente, y era considerada menos inteligente que Christine. Las hermanas fueron trabajadoras domésticas en varias casas de burgueses de Le Mans. Preferían trabajar juntas siempre que fuera posible.[cita requerida]

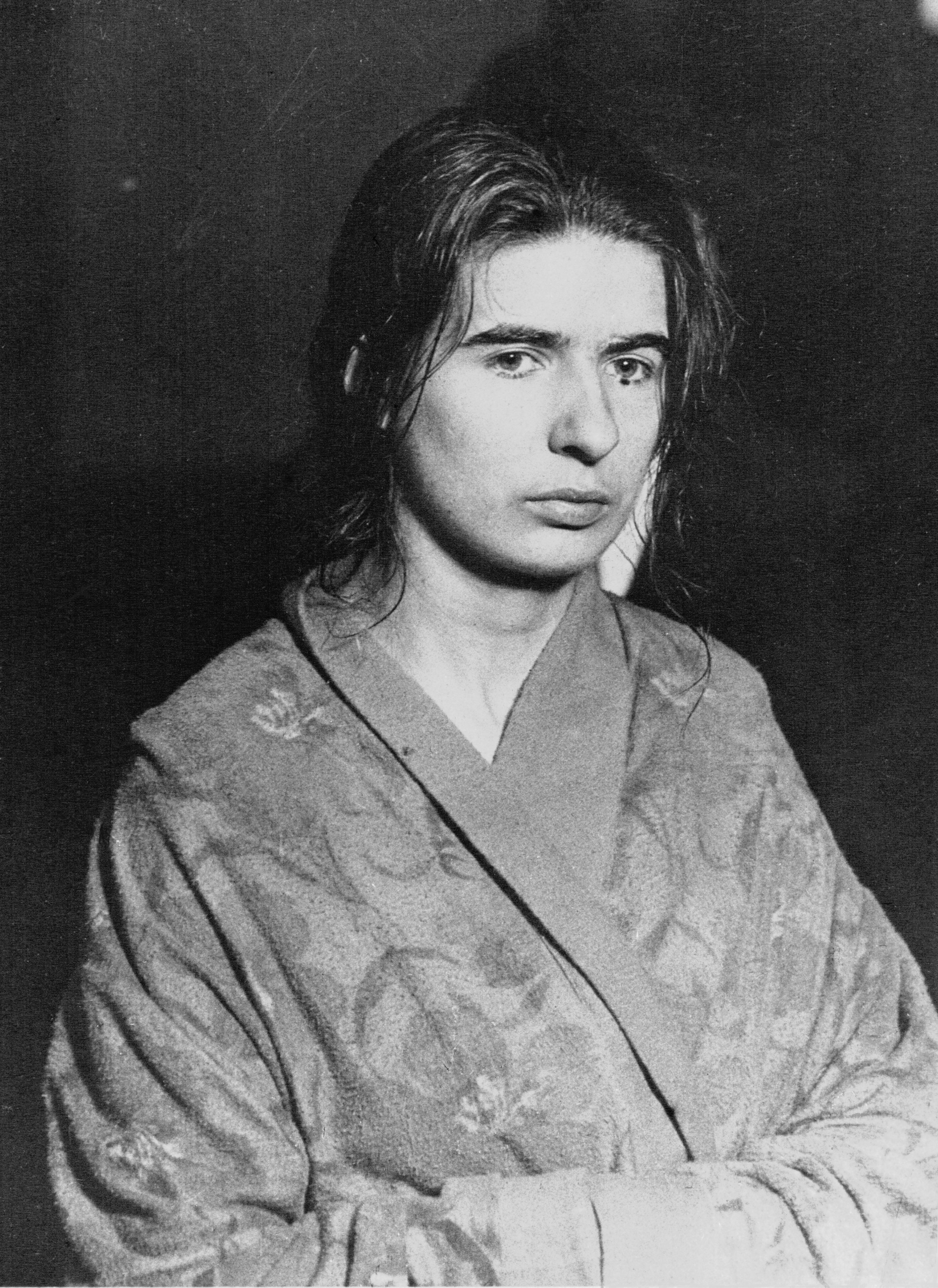
Léa Papin, tras su detención.

### Crimen
En 1926, Christine y Léa comenzaron a trabajar en el 6 rue Bruyère para la familia Lancelin. René Lancelin, abogado retirado, su mujer Léonie y su hija menor Geneviève vivían en la casa (la hija mayor ya estaba casada).
El jueves, 2 de febrero de 1933, el señor Lancelin tenía previsto ir a cenar con su esposa y su hija a casa de un amigo de la familia. Léonie y Geneviève habían salido de compras. Cuando regresaron al atardecer, no había luz en la casa. Las hermanas Papin explicaron a la señora Lancelin que cuando Christine enchufó la plancha se había producido un apagón eléctrico. Dijeron que la señora Lancelin se puso furiosa y que atacó a las hermanas en el rellano del primer piso. Christine se abalanzó sobre Geneviève y le arrancó los ojos, y le ordenó a Léa que hiciera lo mismo con la señora Lancelin. Christine bajó a la cocina, donde cogió un cuchillo y un martillo. Con ambas armas, las hermanas continuaron el ataque. En un momento dado, una de ellas fue a por una jarra de peltre para continuar golpeando las cabezas de las mujeres. Los expertos que investigaron la escena del crimen estimaron que se ensañaron con los cuerpos durante algo más de una hora.
Cuando el señor Lancelin regresó a casa y la vio a oscuras, supuso que su mujer y su hija ya se habían ido a la cena sin esperarlo. Cuando llegó a la casa de su amigo, encontró que su familia no había ido allí. Fue a casa de su yerno aproximadamente a las 18:30 - 19:00 horas, y juntos regresaron a la casa a oscuras, y vieron que había luz en la habitación de las señoritas Papin, pero la puerta principal estaba cerrada por dentro, así que no podían entrar. Los dos hombres encontraron todo muy sospechoso y buscaron ayuda de un agente en la comisaría de policía. Junto con el policía regresaron a la casa de los Lancelin y el agente consiguió entrar trepando por la pared del jardín. Una vez en el interior, alumbrando con su linterna, encontró los cuerpos de la señora Lancelin, de 57 años, y de su hija Genevieve, de 21, tendidos en el rellano junto a sus bolsos y varios paquetes. Ambas habían sido golpeadas y acuchilladas brutalmente, especialmente las cabezas, irreconocibles y casi reducidas a pulpa, según el informe forense. Les habían levantado las faldas, les habían bajado las bragas y les habían acuchillado los muslos. Los ojos arrancados de la señora Lancelin se encontraron entre los pliegues de la bufanda que llevaba al cuello, y uno de los ojos de Geneviève se encontró debajo de su cuerpo y el otro, en la escalera cercana. Creyendo que las sirvientas habían conocido el mismo horrible destino, el policía continuó arriba sólo para encontrar la puerta de su habitación también cerrada. Después de golpear y no recibir respuesta, fue a buscar a un cerrajero para abrir la puerta. Dentro de la habitación encontraron a las hermanas Papin arrodilladas sobre la cama, abrazadas, desnudas en bata (se habían lavado tras la agresión). En una silla, se hallaba un martillo ensangrentado, con cabellos pegados. Al preguntarles, las hermanas confesaron el crimen.

### Juicio y encarcelamiento

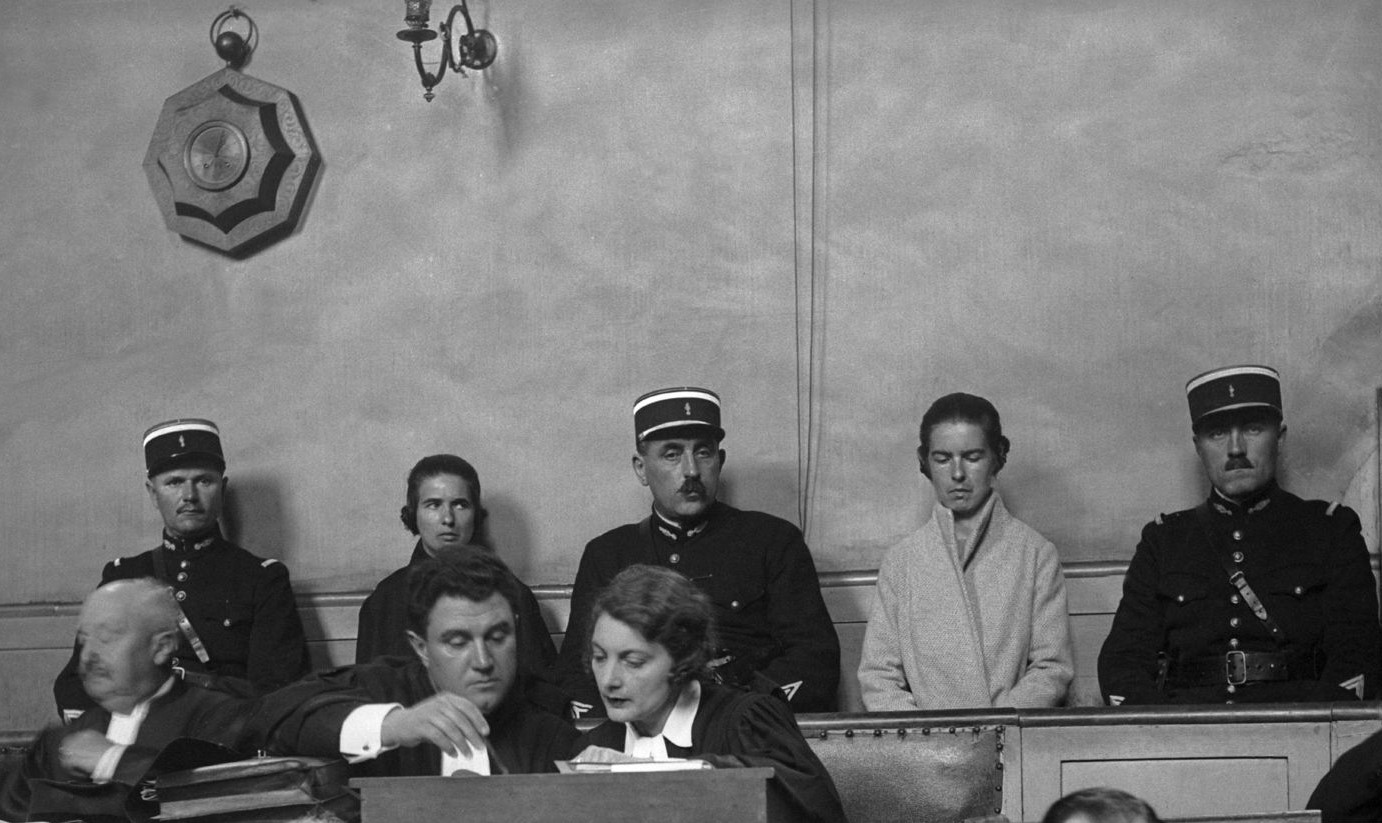
Las hermanas durante su juicio, en 1933.

Las hermanas fueron llevadas a prisión y las encerraron en celdas separadas. Christine se afligió mucho por no poder ver a Léa. Finalmente, los oficiales de prisión cedieron y dejaron a las hermanas verse. Según se dice, Christine se arrojó sobre Léa, desabotonándose la blusa y suplicando: "¡Por favor, di que sí!", lo que hizo pensar que había una relación incestuosa.
En julio de 1933, Christine experimentó "accesos" o ataques, en los que intentó arrancarse los ojos o arrancárselos a quien tratara de sujetarla, y le pusieron una camisa de fuerza. Entonces declaró que el día del crimen había sufrido un episodio similar, y que esto era lo que había precipitado los asesinatos.
El tribunal nombró tres doctores para aplicar evaluaciones psicológicas de las hermanas, a fin de determinar su estado mental. Concluyeron que ninguna tenía desórdenes mentales, y las consideraron sanas y aptas para ser juzgadas. También creyeron que el afecto de Christine para su hermana se fundaba en los lazos familiares y no en una relación incestuosa como otros habían sugerido.[cita requerida]
Sin embargo, durante el juicio en septiembre de 1933, el testimonio médico señaló una historia de enfermedad mental en la familia. Su tío se había suicidado ahorcándose, mientras su primo vivía en un asilo mental. La comunidad psicológica luchó y debatió sobre un diagnóstico para las hermanas. Después de mucha consideración, se concluyó que Christine y Léa padecían un "trastorno paranoico compartido", el cual ocurre cuando parejas o grupos de personas están aislados del mundo, desarrollan paranoia y una de las dos personas asociadas domina a la otra. Esto era especialmente cierto sobre Léa, cuya mansa personalidad se comprobó que estaba eclipsada por la obstinada y dominante Christine. Al principio, sus declaraciones habían sido tan similares, que se llegó a hablar de "almas siamesas", pero una vez separadas, con el transcurso de las semanas, Léa se fue distanciando de Christine.
Ambas eran solteras y, en efecto, no tenían experiencia sexual alguna: nunca habían tenido novio o amante. De hecho, ni siquiera habían socializado nunca con un hombre. No se relacionaban con los empleados de las casas vecinas, y los repartidores las habían visto en muy contadas ocasiones. Sus días libres no salían a ninguna parte, se lo pasaban cosiendo y bordando en su habitación. Solo los domingos, bien vestidas, acudían a misa. Aunque los grupos de izquierda las creían víctimas de explotación y clasismo, la realidad es que habían sido bien vestidas, bien alimentadas y bien tratadas, incluso tenían un salario un poco más alto de lo habitual y ahorros suficientes para haberse ido en cualquier momento y montar un negocio para asegurar su futuro. Su habitación contaba con luz y agua corriente, que en ese entonces aún no era lo más común. Durante el juicio, Christine describió el comportamiento de los Lancelin hacia ellas como "irreprochable". El forense indicó que las víctimas no presentaban heridas de las denominadas defensivas, lo que indica que el ataque fue repentino e inesperado. La prensa conservadora las tildó de "perras rabiosas que muerden la mano que les da de comer".[cita requerida]
Después del juicio, los miembros del jurado tardaron 40 minutos en determinar que las hermanas Papin eran culpables del atroz e inmotivado crimen. Léa, que se consideró bajo la influencia de su hermana mayor, recibió una condena de diez años de prisión. Christine fue inicialmente condenada a muerte en la guillotina, aunque luego la sentencia se conmutó por encarcelamiento de por vida, considerando su comportamiento. En Francia, en ese momento, ya no se ejecutaba a las mujeres condenadas a muerte. Sin embargo, la práctica de la guillotina para mujeres se restableció durante el régimen petainista.

### Muerte
La separación de Léa resultó ser demasiado para Christine. Su condición se deterioró rápidamente una vez separadas. Experimentó episodios de depresión y "locura", y finalmente rechazó comer. Los funcionarios de la prisión la transfirieron a una institución mental en Rennes, esperando que la ayuda profesional la beneficiaría. Continuó negándose a comer, padeció caquexia y falleció finalmente de inanición el 18 de mayo de 1937.
Léa cumplió solo ocho años de su condena de diez. Después de su liberación en 1941, regresó a Nantes, y vivió con su madre. Adoptó una identidad falsa y se ganó la vida como empleada de hotel.
Algunos relatos declaraban que Léa murió en 1982, pero el cineasta y documentalista francés Claude Ventura descubrió a Léa en un centro de caridad en Francia en el año 2000 mientras dirigía el documental En Quête des Soeurs Papin (En busca de las hermanas Papin). Para entonces, Léa, ya anciana, había padecido un derrame cerebral que la había dejado parcialmente paralizada e incapaz de hablar. Falleció en el 2001.

## Conclusiones
El caso tuvo un enorme impacto en Francia y fue debatido intensamente por la intelectualidad. Algunas personas consideraron que los asesinatos habían sido el resultado de la explotación de los trabajadores, considerando que en ese entonces las empleadas domésticas trabajaban catorce horas diarias, con solo medio día libre cada semana. Muchos intelectuales simpatizaron con las hermanas "oprimidas" en la lucha de las clases sociales.

## Obras inspiradas en el caso
- Las sirvientas (Les bonnes), obra teatral de Jean Genet.
- Anatomía del mal, un libro de Jordi Wild.
- Las sirvientas, película basada en la obra de teatro, dirigida por Christopher Miles.
- Mi hermana en esta casa, obra teatral de Wendy Kesselman.
- Hermana mi hermana, película de 1994 de Nancy Meckler, adaptación de la obra teatral.
- Les Abysses, película dirigida por Nikos Papatakis, basada en Las criadas, de Jean Genet.
- La ceremonia, película dirigida por Claude Chabrol.
- Violetas, cortometraje de 2015 dirigido por Jim Vendiola.[7][8][9]
- Les Soeurs Papin, un libro de R. le Texier.
- Hermanas de sangre, obra de teatro y guion de Neil Paton.
- L'affaire Papin, libro de Paulette Houdyer.
- La solution du passage à l'acte, un libro de Francis Dupré.
- "El asesinato en Le Mans", ensayo incluido en París Was Yesterday, libro de Janet Flanner.
- La ligature, cortometraje de Gilles Cousin.
- Les meurtres par procuration, libro de Jean-Claude Asfour.
- Lady Killers, libro de Joyce Robins.
- Minotaure 3, artículo en 1933 sobre el crimen en esta revista surrealista.
- Las sirvientas, ópera de Peter Bengtson.
- Les blessures assassines (Sirvientas asesinas), película de Jean-Pierre Denis.
- En quête des soeurs Papin (En busca de las hermanas Papin), documental de Claude Ventura (Francia, 2000).
- Gros procès des l'histoire, libro de M. Mamouni.
- L'affaire Papin, un libro de Geneviève Fortin.
- The Papin Sisters, un libro de Rachel Edwards y Keith Reader.
- Las sirvientas, obra de arte de Paula Rego.
- Anna la bonne, una "canción hablada" de 1934 escrita por Jean Cocteau y actuada por Marianne Oswald. Esta se inspiraba más en Annabel Lee, de Edgar Allan Poe, que en el caso Papin, pero influyó en "Les bonnes", de Jean Genet.[10]
- Posiblemente "Mañana", episodio 7 de la segunda temporada de la serie de televisión estadounidense Law & Order Criminal Intent.
- Mujeres mortíferas (programa doble).
- Maids (Criadas), un cómic de Katie Skelly.
- Parásitos, una película de Bong Joon-ho.[11]

### Les bonnes, de Jean Genet
La obra teatral Les bonnes, del escritor francés Jean Genet, a menudo se considera basada en el caso de las hermanas Papin, a pesar de que Genet lo negara. El interés de Genet en el crimen se debió al menos en parte a su desprecio por las clases medias, junto con su consideración de que un asesino podría glorificarse en la infamia proveniente del delito.[cita requerida]